# Grand Loup
Pour les articles homonymes, voir Grand méchant loup.
Grand Loup (Zeke Midas Wolf en version originale) est un personnage de fiction créé en 1933 par les studios Disney.
Inspiré du personnage du « Grand méchant loup » (Big Bad Wolf en version originale) du conte traditionnel Les Trois Petits Cochons, il est apparu pour la première fois sous ce nom le 27 mai 1933 dans le court-métrage d'animation homonyme de la série des Silly Symphonies avant d'être rebatisé Grand Loup à partir des années 1940.

## Évolution du personnage

### Dans l'animation
Devenu un « méchant » récurrent de l'univers Disney, il apparait notamment au cinéma dans Le Grand Méchant Loup (1934), Les Trois Petits Loups (1936), L'Équipe de Polo (1936) et Le Cochon pratique (1939).
Durant la Seconde Guerre mondiale, il personnifia l'archétype du Nazi face aux trois petits cochons américains dans The Thrifty Pig, sorti le 19 novembre 1941, idée reprise l'année suivante de façon encore plus virulente par Tex Avery dans Der Gross méchant loup.
Il apparaît plus récemment dans Qui veut la peau de Roger Rabbit, Mickey, le club des méchants et la série télévisée Disney's tous en boîte.

### Dans la bande dessinée
Il est également la vedette de nombreuses bandes dessinées depuis 1936. Il apparaît dans  environ 2380 histoires d'après le site Inducks recensé en 2021. Il y a environ 850 histoires répertoriées en France. 
La première série dont la première histoire s'intitule Les trois petits cochons (The Further Adventures of the Three Little Pigs!) sont des adaptations des Silly Symphonies écrites par Ted Osborne et dessinées par Al Taliaferro.
On le voit par la suite tous les mois dans le journal Walt Disney's Comics and Stories aux côtés de son fils P'tit Loup (Li'l Bad Wolf en VO) qui donne son nom à la série, avec la première histoire apparue en janvier 1945 dans The Li'l Bad Wolf. La gentillesse de P'tit Loup fait le désespoir de son père. 
Parmi son entourage proche, on peut citer également :
- Grand-Mère Loup (Grandma Wolf)[6] et Zeb (Zeb Wolf))[7] apparus pour la première fois en février 1946 dans Tel père, tel fils ! (When I Was A Lad)[8].
- Le cousin de P'tit Loup, Jojo Laffreux (Izzy)[9] apparu pour la première fois en juillet 1947 dans Les Pronostics de Grand Loup (Cousin Izzy)[10], en digne neveu de Grand Loup.
- Mina[11], la petite amie de P'tit Lou, apparue pour la première fois en novembre 1963 dans P'tit Loup et P'tite Louve (The Girl Friend)[12].
- Nina Carnage (Red Minna)[13], la sœur de Grand Loup, apparue pour la première fois en janvier 1965 dans Quand Grand Loup fait la paix (The Wolf's and Pig's Friendship Day)[14].
- Marie-Loup[15], la fiancée de Grand Loup apparue en 1995 dans un gag de la série française P'tit Loup[16] scénarisée par Didier Le Bornec.

Grâce au scénariste Vick Lockman, Grand Loup s'est également retrouvé à Mickeyville et Donaldville. Après des premiers contacts avec la ferme de Grand-Mère Donald, il est parfois confronté à d'autres personnages tels Tic et Tac, Super Dingo (dont il mangera l'une des super-cacahuètes lui acquérant des super-pouvoirs) ou encore Riri, Fifi et Loulou à travers la troupe des Castors Juniors que P'tit Loup rêve d'intégrer. Grand Loup est devenu moins agressif qu'avant.
Toujours en quête d'un mauvais coup à faire, Grand Loup s'associe régulièrement à d'autres « méchants » de la forêt comme  Basile et Boniface mais aussi avec des bandits plus citadins comme Pat Hibulaire et les Rapetou.

## La voix de Grand Loup

### Voix originales
- Billy Bletcher[18] (premiers films)
- Jim Cummings (Disney's tous en boîte)
- Clancy Brown (Le Monde Merveilleux de Mickey)

### Voix françaises
- Maurice Sarfati (Les Trois Petits Cochons, redoublage)
- Henry Djanik (Le Noël de Mickey, premier doublage)
- Roger Carel (Le Grand Méchant Loup, redoublage des années 80)
- Michel Vigné (Disney's tous en boîte et Mickey, le club des méchants)

## Filmographie
- 1933 : Les Trois Petits Cochons (Three Little Pigs) (court métrage)
- 1934 : Le Grand Méchant Loup (The Big Bad Wolf) (court métrage)
- 1936 : Les Trois Petits Loups (Three Little Wolves) (court métrage)
- 1936 : L'Équipe de Polo (Mickey's Polo Team) (court métrage)
- 1939 : Le Cochon pratique (The Practical Pig) (court métrage)
- 1939 : Standard Parade (court métrage)
- 1941 : The Thrifty Pig (court métrage)
- 1983 : Le Noël de Mickey (long métrage)
- 1988 : Qui veut la peau de Roger Rabbit (Who Framed Roger Rabbit) (long métrage)
- 2001-2003 : Tous en boîte (Disney's House of Mouse) (série télévisée)
- 2002 : Mickey, le Club des Méchants (Mickey's House of Villains) (compilation de courts métrages)
- 2013 - 2019 :  Mickey Mouse (série télévisée)
- 2020 - En cours : Le Monde Merveilleux de Mickey (The Wonderful World of Mickey Mouse) (série télévisée)

## Nom dans différents pays
- Allemagne : Der große böse Wolf, Ede Wolf
- Brésil : Lobão, Lobo Mau, Lobo Pai, Papai Lobo, Zeca Lobo
- Chine : 大坏狼
- Colombie : Lobo Feroz
- Danemark : Store Stygge Ulv
- Espagne : Lobo Feroz
- États-Unis/ Royaume-Uni : The Big Bad Wolf, Zeke Wolf
- Finlande : Iso Paha Susi, Sepe Susi
- France : Grand Loup, Zeke, Zeke Midas
- Grèce : Κακός Λύκος
- Islande : Ljóti Grimmi Úlfur, Stóri grimmi Úlfur
- Italie : Ezechiele Lupo
- Japon : わるおおかみ, おおかみ
- Lettonie : Lielais ļaunais vilks
- Norvège : Storeulv, Den store stygge ulven
- Pays-Bas : Midas Wolf
- Pologne : Wilk Bardzozły
- Russie : Злой волк
- Suède : Stora Stygga Vargen, B.B Varg, B.B Wolf, Stygga grymma vargen, Zeke Midas Warg
- République tchèque : Zlý Vlk